# Sauvagesia
Sauvagesia är ett släkte av tvåhjärtbladiga växter. Sauvagesia ingår i familjen Ochnaceae.

## Bildgalleri

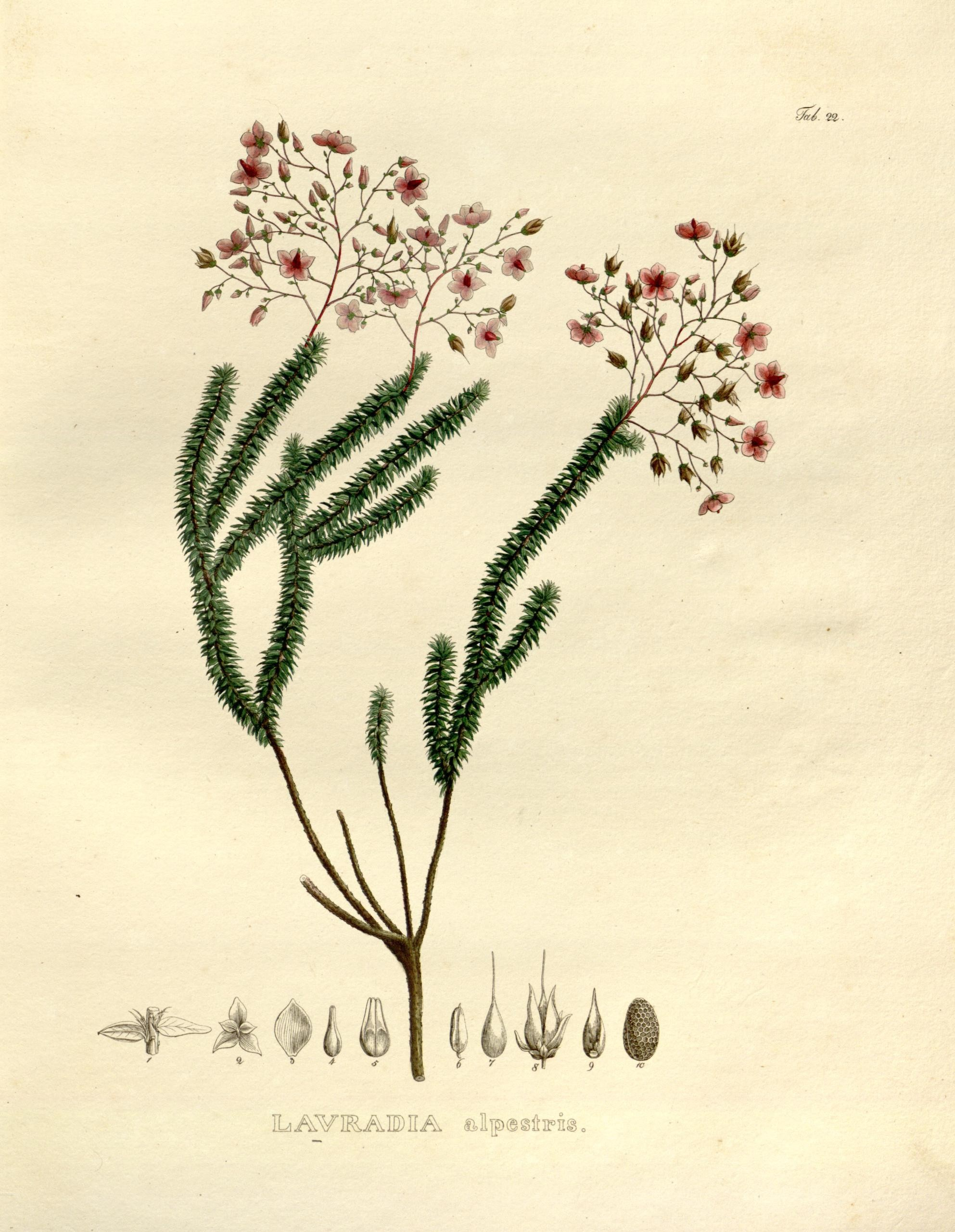
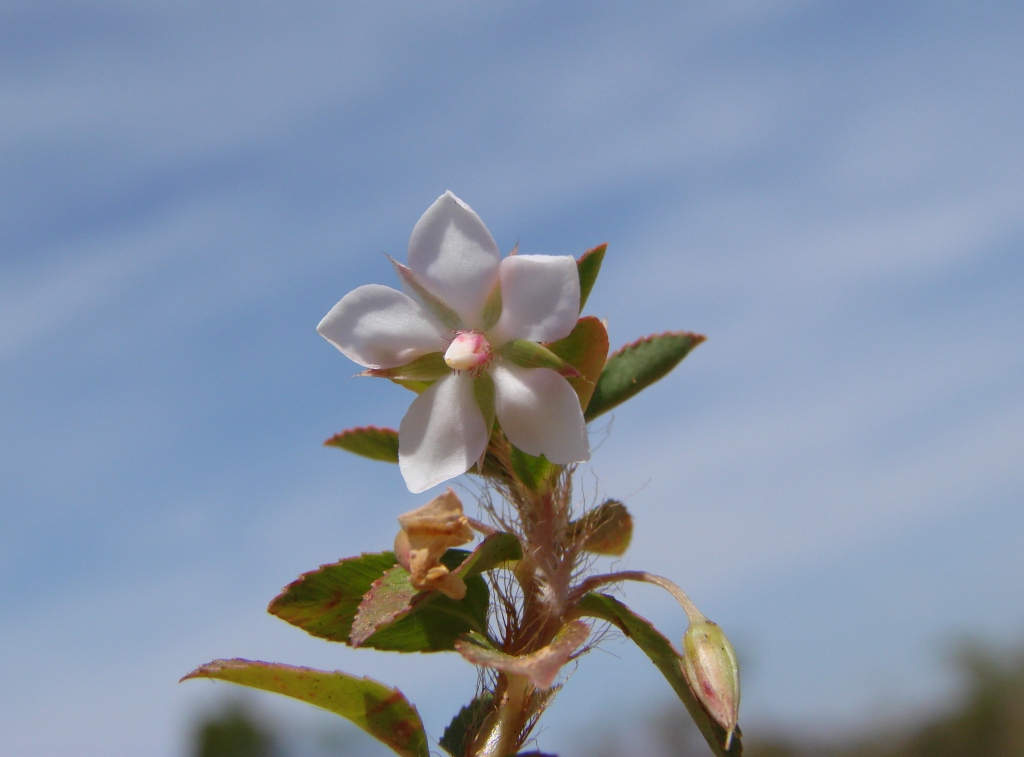
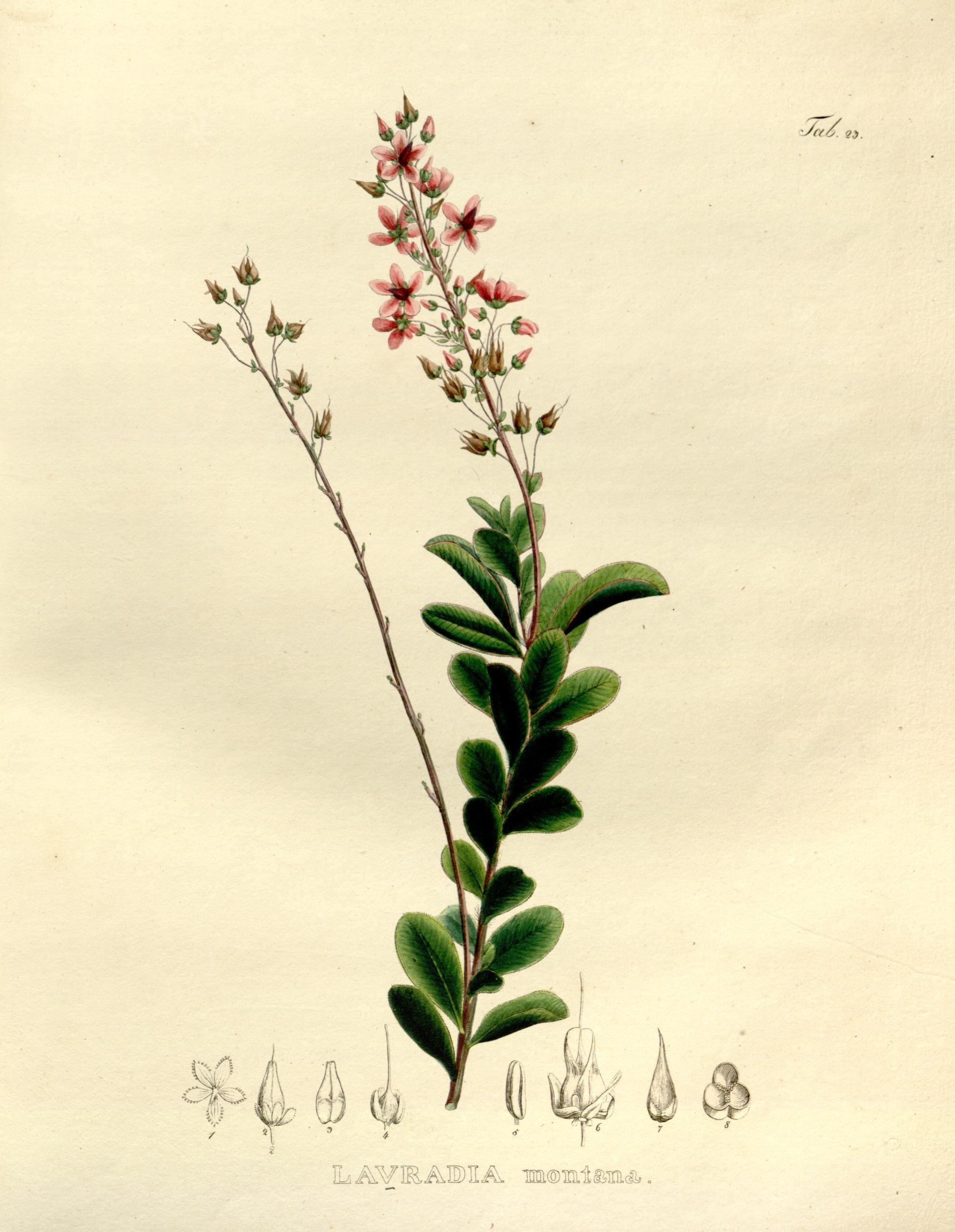
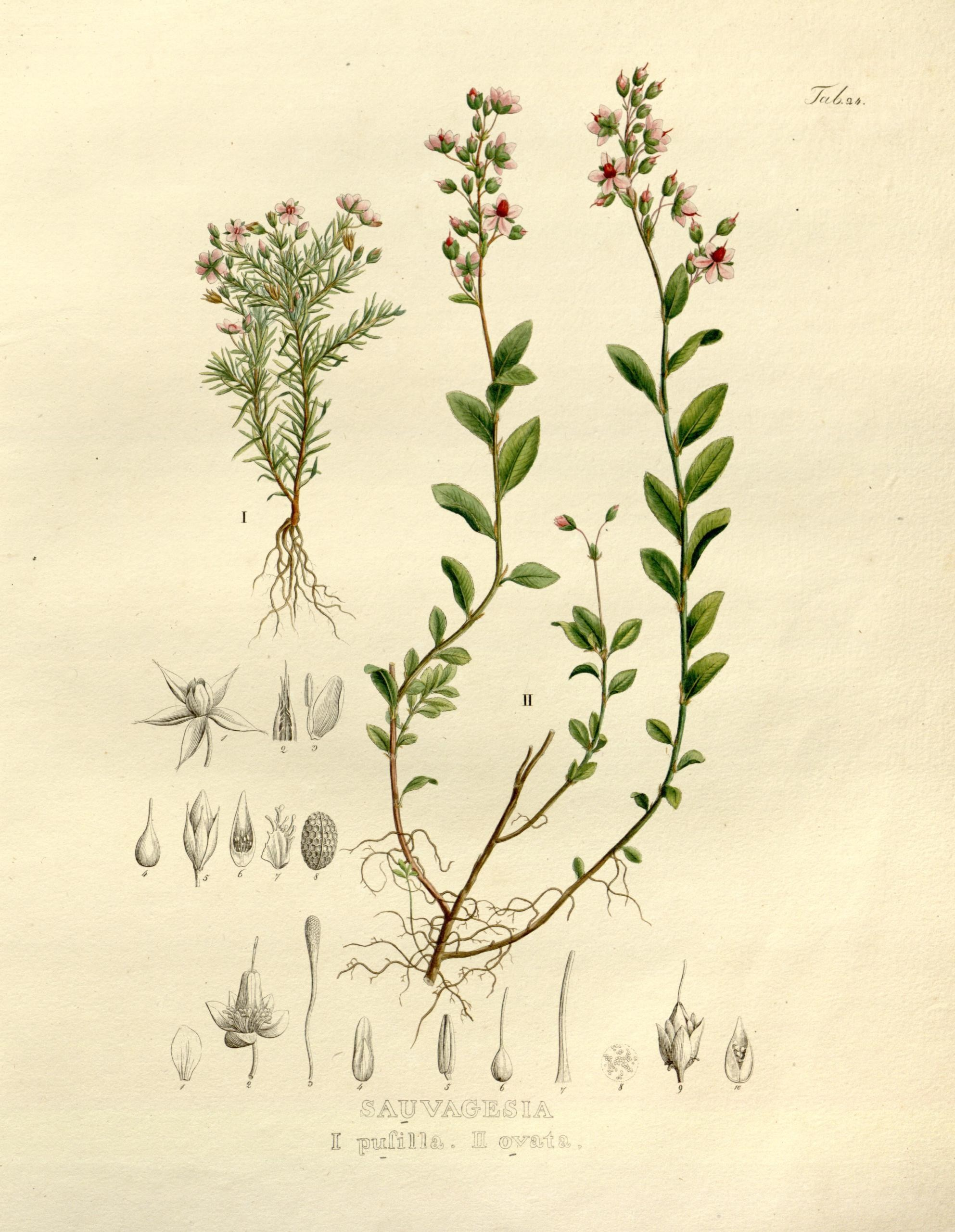
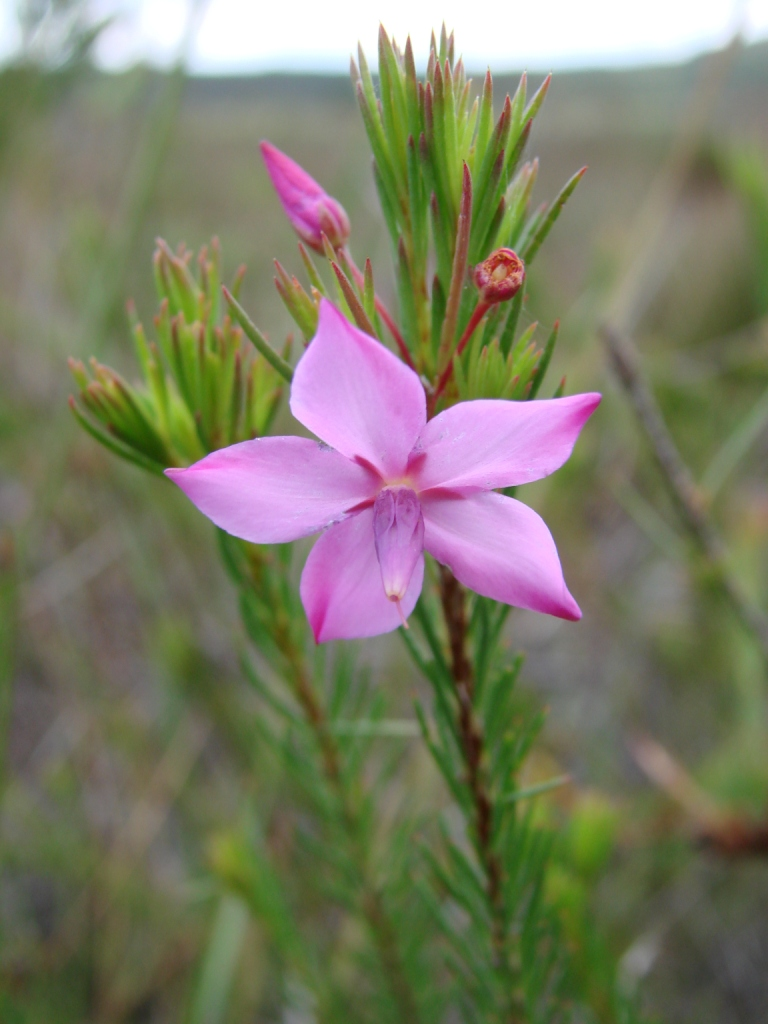
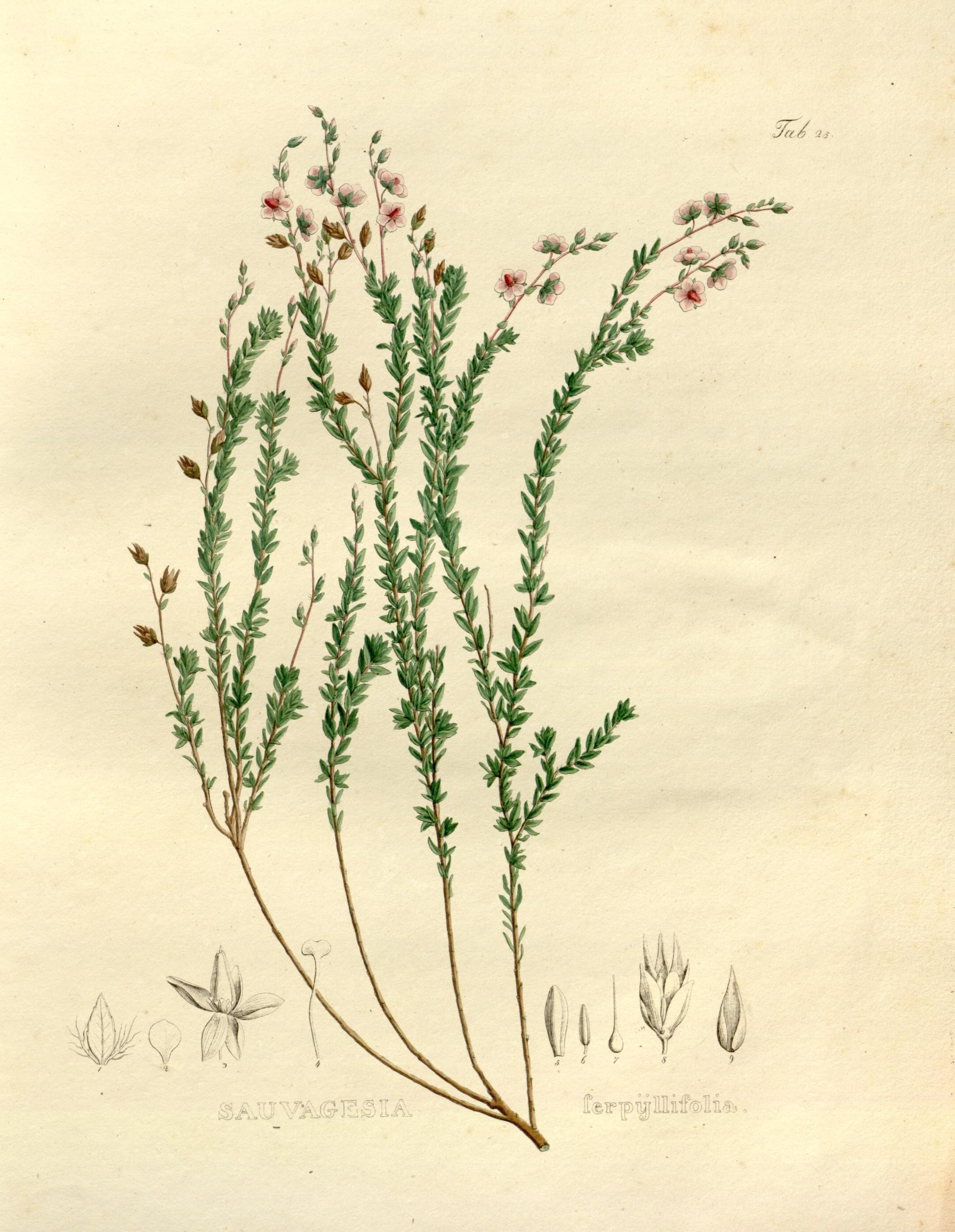

## Dottertaxa tillSauvagesia, i alfabetisk ordning[1]
- Sauvagesia africana
- Sauvagesia aliciae
- Sauvagesia alpestris
- Sauvagesia amoena
- Sauvagesia angustifolia
- Sauvagesia brevipetala
- Sauvagesia capillaris
- Sauvagesia cryptothallis
- Sauvagesia deflexifolia
- Sauvagesia elata
- Sauvagesia elegantissima
- Sauvagesia erecta
- Sauvagesia ericoides
- Sauvagesia erioclada
- Sauvagesia falcisepala
- Sauvagesia fruticosa
- Sauvagesia glandulosa
- Sauvagesia guianensis
- Sauvagesia imthurniana
- Sauvagesia insignis
- Sauvagesia laciniata
- Sauvagesia lagevianae
- Sauvagesia lanceolata
- Sauvagesia linearifolia
- Sauvagesia longifolia
- Sauvagesia longipes
- Sauvagesia nitida
- Sauvagesia nudicaulis
- Sauvagesia oliveirae
- Sauvagesia paniculata
- Sauvagesia paucielata
- Sauvagesia pulchella
- Sauvagesia racemosa
- Sauvagesia ramosa
- Sauvagesia ramosissima
- Sauvagesia rhodoleuca
- Sauvagesia ribeiroi
- Sauvagesia roraimensis
- Sauvagesia rubiginosa
- Sauvagesia semicylindrifolia
- Sauvagesia sprengelii
- Sauvagesia tafelbergensis
- Sauvagesia tenella
- Sauvagesia vellozii